# I Lived with You
I Lived with You é um filme de comédia romântica britânico de 1933, dirigido por Maurice Elvey e estrelado por Ivor Novello, Ursula Jeans e Ida Lupino. Foi baseado na peça I Lived With You, de Ivor Novello.

## Elenco
- Ivor Novello - Príncipe Felix Lenieff
- Ursula Jeans -Gladys Wallis
- Ida Lupino - Ada Wallis
- Minnie Rayner - Sra. Wallis
- Eliot Makeham - Sr. Wallis
- Jack Hawkins - Mort
- Cicely Oates - Flossie Williams
- Beryl Harrison - Miss Violet Bradshaw
- Douglas Beaumont - Albert Wallis
- Victor Bogetti - Thornton
- Davina Craig - Maggie